# Zhang Zhilei
Zhang Zhilei, född 2 maj 1983 i Henan, är en kinesisk professionell boxare som mest är känd för att han vann bronsmedalj i VM i boxning i Chicago 2007 och silvermedalj i OS 2008 i Peking. Hans silvermedalj var den 100:e och sista medaljen för Kina.

## Karriär
Den stora vänsterhandsboxaren förlorade i VM i boxning 2003 i första ronden mot kollegan vänsterhandsboxaren Grzegorz Kiełsa som vann med 22-8.
I Universiadens VM-boxning 2004 förlorade Zhang i finalen mot Uzbekistans boxare Rustam Saidov.
I VM i boxning 2005 besegrade han azerbajdzjanen Vugar Alekperov i hemmanationen, men förlorade sedan mot kubanen Odlanier Solis. I VM i boxning 2007 i Chicago förlorade Zhang mot den ukrainska boxaren Vyacheslav Glazkov, men lyckades ändå kvalificera sig till OS 2008 i Peking, där han vann silvermedalj genom att besegra italienaren Roberto Cammarelle.

## Meriter

### Olympiska meriter

#### Olympiska sommarspelen 2008
- Huvudartikel: Boxning vid olympiska sommarspelen 2008

| Tävlande     | Viktklass     | Sextondelsfinal      | Åttondelsfinal        | Kvartsfinal             | Semifinal                | Final                   |  |
| Tävlande     | Viktklass     | Motståndare Resultat | Motståndare Resultat  | Motståndare Resultat    | Motståndare Resultat     | Motståndare Resultat    |  |
| ------------ | ------------- | -------------------- | --------------------- | ----------------------- | ------------------------ | ----------------------- |  |
| Zhang Zhilei | Supertungvikt |                      | Amanissi (MAR) W 15-0 | Myrsatayev (KAZ) W 12-2 | Glazkov (UKR) W Walkover | Cammarelle (ITA) L 4-14 |  |